# Mane Hat (Ort, Cowa)
Mane Hat (Manehat, deutsch „vier Männer“) ist ein osttimoresischer Ort im Sucos Cowa (Verwaltungsamt Balibo, Gemeinde Bobonaro). Es liegt im Nordwesten Cowas im Nordwesten der Aldeia Mane Hat, auf einer Meereshöhe von 399 m. Durch den Ort führt die Hauptstraße des Sucos, die Mane Hat mit den Nachbarorten Fatukbelak im Osten und Rai Luli 1 im Südwesten verbindet. Nördlich erhebt sich der Berg Malunmutuk (457 m).
Am südlichen Ortsrand von Mane Hat steht die Dorfkapelle.